# IA-32
IA-32 (viết tắt của "Intel Architecture, 32 bit ", đôi khi còn được gọi là i386 )  là phiên bản 32 bit của kiến trúc tập lệnh x86, được thiết kế bởi Intel và được triển khai lần đầu tiên trong bộ vi xử lý 80386 vào năm 1985. IA-32 là phiên bản đầu tiên của x86 hỗ trợ tính toán 32 bit; do đó, thuật ngữ "IA-32" có thể được sử dụng làm ẩn dụ để chỉ tất cả các phiên bản x86 hỗ trợ tính toán 32 bit.
Trong các chỉ thị ngôn ngữ lập trình khác nhau, IA-32 đôi khi vẫn được gọi là kiến trúc "i386". Trong một số bối cảnh khác, các lần lặp nhất định của ISA IA-32 đôi khi được gắn nhãn i486, i586 và i686, đề cập đến các siêu tập hợp lệnh hướng dẫn được các cấu trúc vi mô 80486, P5 và P6 tương ứng cung cấp. Các bản cập nhật này cung cấp nhiều bổ sung cùng với bộ IA-32 cơ bản, tức là khả năng dấu phẩy động và phần mở rộng MMX.
Intel trong lịch sử là nhà sản xuất bộ vi xử lý IA-32 lớn nhất, với nhà cung cấp lớn thứ hai là AMD. Trong những năm 1990, VIA, Transmeta và các nhà sản xuất chip khác cũng sản xuất bộ xử lý tương thích IA-32 (ví dụ WinChip). Trong kỷ nguyên hiện đại, Intel vẫn sản xuất bộ vi xử lý IA-32 dưới nền tảng vi điều khiển Intel Quark, tuy nhiên, kể từ những năm 2000, phần lớn các nhà sản xuất (bao gồm Intel) đã chuyển sang sử dụng hầu hết các CPU dựa trên biến thể 64 bit x86, x86 -64. x86-64, theo đặc điểm kỹ thuật, cung cấp các chế độ vận hành cũ hoạt động trên ISA IA-32 để tương thích ngược. Ngay cả khi có tỷ lệ hiện tại là x86-64, kể từ năm 2018, các phiên bản chế độ được bảo vệ IA-32 của nhiều hệ điều hành hiện đại vẫn được duy trì, ví dụ Microsoft Windows  và bản phân phối Ubuntu Linux. Mặc dù tên của IA-32 (và gây ra một số nhầm lẫn tiềm ẩn), sự tiến hóa 64 bit của x86 có nguồn gốc từ AMD sẽ không được gọi là "IA-64", tên đó lại thuộc về kiến trúc Itanium của Intel.